# Rezerwat przyrody Żebracze
Rezerwat przyrody Żebracze – leśny rezerwat przyrody w gminie Muszyna, w powiecie nowosądeckim, w województwie małopolskim. Znajduje się w Beskidzie Sądeckim w Paśmie Jaworzyny, w dolnej części opadających do potoku Szczawnik zachodnich stoków Wielkiej Bukowej. Leży w granicach Popradzkiego Parku Krajobrazowego, na gruntach należących do Skarbu Państwa, pozostających w zarządzie Nadleśnictwa Piwniczna.
Został powołany Zarządzeniem Ministra Ochrony Środowiska, Zasobów Naturalnych i Leśnictwa z 11 grudnia 1995 roku. Zajmował wówczas powierzchnię 44,67 ha, zaś utworzona wokół rezerwatu otulina liczyła 148,74 ha. W 2019 roku rezerwat powiększono do 58,77 ha kosztem otuliny, której powierzchnia uległa zmniejszeniu do 135,65 ha.
Celem ochrony w rezerwacie, według obowiązującego aktu prawnego, jest „zachowanie ze względów naukowych i dydaktycznych leśnego ekosystemu żyznej buczyny karpackiej Dentario glandulosae-Fagetum i kwaśnej buczyny górskiej Luzulo luzuloidis-Fagetum”.
Na terenie rezerwatu dominują drzewostany bukowo-jodłowe, a największą powierzchnię zajmuje zespół żyznej buczyny karpackiej. Do występujących tu gatunków roślin chronionych należą m.in.: gnieźnik leśny, podkolan zielonawy, parzydło leśne, paprotnik kolczysty i miesiącznica trwała.
Rezerwat nie posiada planu ochrony ani zadań ochronnych. Nadzór nad rezerwatem sprawuje Regionalny Konserwator Przyrody w Krakowie.